# Cantonul Perpignan-6
Cantonul Perpignan-6 este un canton din arondismentul Perpignan, departamentul Pyrénées-Orientales, regiunea Languedoc-Roussillon, Franța.

## Comune
| Comune                                               | Populație (1999) | Cod poștal | Cod INSEE |
| ---------------------------------------------------- | ---------------- | ---------- | --------- |
| Perpignan (chef-lieu du canton), fraction de commune | 8 326            | 66000      | 66136     |